# Jose Elmer Mangalinao
Jose Elmer Imas Mangalinao (ur. 7 kwietnia 1960 w Cabiao) – filipiński duchowny katolicki, biskup Bayombong od 2018.

## Życiorys

### Prezbiterat
Święcenia kapłańskie otrzymał 15 października 1985 i został inkardynowany do diecezji Cabanatuan. Był m.in. ojcem duchownym i wychowawcą w diecezjalnym seminarium, wikariuszem biskupim, proboszczem parafii katedralnej oraz wikariuszem generalnym diecezji.

### Episkopat
31 maja 2016 został mianowany biskupem pomocniczym archidiecezji Lingayen-Dagupan ze stolicą tytularną Urusi. Sakry biskupiej udzielił mu 22 sierpnia 2016 arcybiskup Socrates Buenaventura Villegas.
24 maja 2018 papież Franciszek mianował go biskupem ordynariuszem Bayombong.